# Kmita Zabierzów
Kmita Zabierzów – polski klub sportowy powstały w 1936 roku w Zabierzowie jako Wisła Zabierzów - filia TS Wisła Kraków. Prowadzi sekcje piłki nożnej, łucznictwa, oraz pływacką. 

## Sekcje

### Sekcja pływacka
W roku 2005 powstała sekcja pływacka, której młodzi zawodnicy w dość krótkim czasie weszli na czołowe miejsca rankingów pływackich. Do najbardziej znaczących osiągnięć zaliczyć należy rekord okręgu małopolskiego na dystansie 800 metrów stylem dowolnym (basen 25 m) w kategorii 10-latków (2006, Sabina Kmiecik), rekord okręgu małopolskiego na 50 m stylem dowolnym (basen 50 m) w kategorii 11-latków (2006, Magdalena Petrow) oraz I miejsce Mistrzostw Polski 12-latków 2007 na dystansie 100 m stylem dowolnym zdobyte przez Magdalenę Petrow.

### Sekcja łucznicza
Początki działalności sekcji łuczniczej sięgają roku 1953. Założycielem sekcji łuczniczej przy ówczesnym klubie sportowym LZS "Zabierzowianka", był instruktor sportu strzeleckiego, Witold Baranowski, mieszkaniec Zabierzowa. Wyniki uzyskiwane przez zabierzowskich łuczników zaowocowały powołaniami do kadry narodowej, a także do reprezentacji kraju na imprezy międzynarodowe. Pierwszym uczestnikiem zawodów międzynarodowych był Bolesław Bujak, reprezentant kraju na Mistrzostwa Świata w Pradze 1957 roku.